# Caransebeș
Caransebeș (Pronunciación, [karanˈsebeʃ]; en húngaro, Karánsebes; en alemán, Karansebesch) es una ciudad rumana con estatus de municipiu en el condado de Caraș-Severin, ubicada en la región histórica del Banato rumano.
Caransebeș está constituida por la localidad homónima y el pueblo de Jupa. En la Edad Media y hasta el siglo XVI, fue el centro político de un distrito rumano que gozaba de autonomía propia.
Caransebeș se encuentra en la confluencia de los ríos Timiș y Sebeș, este último fluyendo desde las montañas de Țarcu. Al oeste, está en contacto directo con las montañas Banato. Es un importante cruce ferroviario, que se encuentra aproximadamente a 40 km de Reșița, a 45 km de Lugoj, a 21 km de Oțelu Roșu, a 70 km de Hațeg y a unos 25 km de la estación de esquí Muntele Mic, ubicada en las montañas de Țarcu.

## Toponimia
El topónimo rumano actual, Caransebeș, deriva del anterior topónimo húngaro Karánsebes, este formado por Karán y Sebes. Karán puede provenir del nombre propio eslavo Karan, o del turco kara (‘negro’), mientras que Sebes (en rumano, Sebeș) lleva el nombre del río homónimo, que desemboca en el río Timiș.
Su gentilicio correspondiente en rumano es caransebeşene, cuyo plural es caransebeşeni. No existe un gentilicio asentado en español.

## Historia

### Edad Media
El río Sebeș en el lado derecho del río Timiș, y Karán en el margen izquierdo, formaron un único asentamiento a partir del siglo XV. Según otra opinión, en Karán habría que buscar en Constantin Daicoviciu (antiguamente, Căvăran), situada a 17 km al norte de Caransebeș, cuyo nombre estaba unido al de la ciudad para distinguirla de las demás ciudades llamadas Sebes.
El castillo de Sebeș fue construido en el siglo XIII y, aunque nunca fue especialmente fuerte, tuvo una importancia estratégica. En el siglo XIV, Sebeș era la sede del distrito valaco o rumano. Un gran número de la nobleza rumana se convirtió al rito eclesiástico occidental, entre 1376 y 1382 también existió el obispado de Severin y los franciscanos operaron en la ciudad hasta 1400. Entre los siglos XIV y XV se le llamó alternativamente oppidum y civitas.
En 1365, el emperador bizantino Juan V Paleólogo, que se dirigía a Buda, fue recibido aquí con gran pompa. El rey Segismundo, que estaba en guerra contra los turcos, ocupó la ciudad varias veces: primero el 28 de noviembre de 1419, varias veces en el otoño de 1428 y finalmente el 30 de noviembre de 1429.
Entre 1429 y 1435 los Caballeros Teutónicos fueron propietarios del castillo. En 1432 Vlad II Dracul y los turcos la saquearon. Juan Hunyadi permaneció aquí el 18 de octubre de 1447 y el 29 de octubre de 1453, y en 1455 pasó un tiempo aquí san Juan de Capistrano. En 1497 se le concedieron los privilegios de Buda y en 1498 recibió el derecho de espada. Sus privilegios de ciudad fueron confirmados repetidamente por los príncipes de Transilvania. Y en 1509 los turcos la sitiaron sin éxito.

### Al final del principado de Transilvania
El apogeo de Caransebeș cae durante el Principado de Transilvania. Desde la década de 1530 hasta 1658 fue una de las sedes del Banato de Lugoj-Caransebeș. Por él pasaban importantes rutas comerciales. La gran mayoría de los residentes eranrumanos, aunque también había húngaros y un número menor de serbios. Existían comunidades reformadas rumanas en otros lugares, pero el catolicismo romano en lengua y rito romanos se limitaba al área alrededor de Caransebeș. El jesuita Bálint Ladó informó en su carta de 1586 que había tres mil católicos viviendo en la ciudad, de los cuales sólo unos pocos entendían húngaro, por lo que les predicó en rumano.
En 1552, a petición de sus ciudadanos, el general imperial Giambattista Castaldo envió al ingeniero militar Alessandro Cavalini da Urbino para reconstruir el castillo, pero tras la caída de Timișoara, como Cavalini da Urbino aún no había llegado, János Glesán entregó su castillo a los turcos de acuerdo con el ayuntamiento. Los turcos lo donaron a Péter Petrovics en 1554, quien lo fortaleció con torres.
El castillo moderno estaba ubicado en la plaza formada por las actuales calles Traian Doda, Romanilor, Potocului y General Mihai Trapșa. El núcleo del castillo pudo haber sido originalmente una casamata, que pudo haber estado en las cercanías de la actual casa número 45 de la calle Romanilor. En 1888, el calabozo de la supuesta casamata fue alquilado como pila de hielo por el cervecero checo Karol Homolka, que mantenía una cervecería en la plaza principal —donde hoy se encuentra el Euro Shopping Mall—. Esta casamata estuvo rodeada primero por murallas al sur y luego al norte. La puerta de Orsova se abría a Sebeș al sur y la puerta de Transilvania al norte. Dentro del castillo había seis calles, incluidas Nagy, Rácz y Várkapuja. Fuera del castillo, la calle Czermuranÿ (probablemente Țărmuranii) llegaba al suburbio sur de Mehala, y las calles Alsó y Kis a lo largo de Sebeș fueron consideradas la zona residencial tradicional de los gitanos desde la época moderna hasta hoy en día. La calle Barát era el suburbio occidental que también albergaba el monasterio, mientras que la platea civitatis era la calle principal del suburbio oriental de Potoc. El suburbio del norte se llamaba Racovița.
El Parlamento de Torda en 1564 ordenó que su iglesia fuera utilizada alternativamente por católicos y reformados. Sin embargo, en 1581 la iglesia pertenecía exclusivamente a los reformados y durante varias décadas no hubo ningún sacerdote católico permanente en la ciudad. De 1625 a 1642, George Buitul y sus compañeros jesuitas administraron una parroquia misionera. Aquí operaba una de las comunidades más fuertes de la iglesia reformada de habla rumana. En 1582, por encargo del obispo Mihály Tordasi, junto con el predicador Moisi Peștiși de Lugoj y el decano Archirie de Hunedoara (en húngaro, Vajdahunyad), el superintendente local rumano Ștefan Herce y el maestro Efrem Zăcan prepararon, según Gáspár Heltai, la influyente traducción rumana del Antiguo Testamento, el Palia de la Orăștie. El mayor Mihály Halics editó un libro de los salmos. Quizá sea también el autor del primer glosario manuscrito rumano-latín, que es también el diccionario más antiguo de la lengua rumana y cuyo origen tradicionalmente los filólogos atribuyen a Caransebeș o Lugoj. En 1674, su hijo escribió un pentámetro en rumano con ortografía húngara a Ferenc Pápai Páriz, con motivo de su toma de posesión como médico en la Universidad de Basilea.
En 1385, está atestiguado el monasterio franciscano de Caransebeș, probablemente construido durante la época del rey Luis I de Hungría (1342-1382). El monasterio fue construido sobre los antiguos muros de una iglesia ortodoxa de rito oriental, como lo demuestra el altar orientado al noreste. Las ruinas salieron a la luz por casualidad en 1988, durante unas obras de urbanismo. Todavía son visibles hoy en el centro de la ciudad.
En 1595 György Borbély inició desde Caransebeș su victoriosa campaña en el Banato. Fue visitada por Miguel el Valiente, el 25 de junio de 1600. En la primavera de 1603, la facción anti-Habsburgo del ayuntamiento lo entregó a Moisés Sículo.
Moisés Sículo dejó aquí a su familia mientras se marchaba con sus tropas. Probablemente aquí nació su hijo del mismo nombre y su esposa, Anna Kornis, y su hijo mayor, Esteban, murieron aquí a causa de la peste. Después de la masacre de la Poarta de Fier, los señores del partido de Moisés y la mayoría de los residentes restantes de la Alba Julia buscaron refugio en Caransebeș. Sin embargo, los merodeadores serbios de Simon Lódi, designados por Giorgio Basta, sitiaron la ciudad. Los pueblos de los alrededores fueron destruidos, muchos de sus habitantes fueron vendidos como esclavos y los ciudadanos fueron saqueados. Los serbios fueron finalmente expulsados de la ciudad en 1604 por un levantamiento de ciudadanos apoyados por los comisionados imperiales con armas.
En 1605 cayó en manos de Esteban Bocskai y permaneció durante mucho tiempo propiedad de los príncipes. Su guarnición en 1626 estaba formada por doscientos jinetes y doscientos soldados de infantería. Durante quince años a partir de 1644, Ákos Barcsay ocupó el cargo de último proscrito de Lugoj-Caransebeș, que también vivió aquí durante su mandato. En 1658 entregó la ciudad a los otomanos.

### Las guerras habsburgo-otomanas
El último ministro reformado, Ferenc Fogarasi, huyó de los otomanos a Ocna Sibiului. Debido a las constantes guerras, en las siguientes seis décadas, especialmente su población noble se mudó continuamente al condado de Hunedoara.
En 1688 fue ocupada por el ejército imperial del general Johann Friedrich Ambrosius von Veterani. Después cambió de dueño tres veces en dos años, hasta que en 1691 volvió a manos del emperador. La condesa Helena Zrínyi se alojó aquí en 1692. En 1694, Veterani reconstruyó el castillo con los antiguos bastiones italianos. En el verano de 1695, el subcapitán Péter Macskási rechazó a dos mil sitiadores turcos y kurucok, pero en septiembre los otomanos la tomaron. Los emperadores la recuperaron en 1697, pero en el verano de 1698 el bajá Jafar de Timișoara la atacó con dos mil quinientos hombres y quemó su empalizada exterior. En 1699, de acuerdo con la Paz de Karlowitz, Luigi Ferdinando Marsigli comenzó a destruir el castillo, pero en 1701 fue devuelto a los otomanos.
En 1717 constaba de cuatrocientas casas. En 1718 los emperadores la ocuparon de nuevo. Tras veinte años de paz, los otomanos volvieron a devastarla en 1738. Después de eso, los restos del castillo fueron destruidos por los emperadores. El 4 de junio de 1741 tuvo lugar aquí el congreso de paz habsburgo-otomano, en el que se estableció la nueva frontera de los dos imperios.

### En la región de la Frontera Militar
La estructura de calles actual de Caransebeș fue creada por la administración militar con una planificación consciente, entre 1780 y 1828. En 1783, se adjuntó al territorio de la Frontera Militar rumano-iliria, y luego, en 1803, se convirtió en el cuartel general del regimiento. Desde 1845 fue el cuartel general de la Frontera Militar del Banato rumano. Hasta 1823 formó cinco, luego tres parroquias ortodoxas, y en 1723 también se reorganizó su parroquia católica romana. Los sefardíes pueden haberse asentado aquí antes de 1717 desde Vršac, Belgrado y Nicópolis; los primeros residentes asquenazíes se mudaron aquí desde Bratislava y Buda durante el siglo XVIII.
En 1788 tuvo lugar aquí la batalla de Karánsebes, parte de la guerra austro-turca, entre las distintas formaciones del ejército imperial austríaco, que se creían tropas otomanas. Entonces los otomanos irrumpieron en la ciudad sin obstáculos y la quemaron.
Entre 1830 y 1831 Károly Maderspach construyó un puente de hierro sobre el río Timiș. Su importancia militar decayó cuando, primero en 1838, el mando del batallón fue transferido a Bela Crkva, y luego, en 1853, el mando de la brigada a Orșova. El ejército de Józef Bem entró en la ciudad el 16 de abril de 1849. El 19 de agosto de 1849, el ejército de Vilmos Lázár y Arisztid Dessewffy depuso aquí las armas. Károlyné Buchwald Franciska Maderspach, heroína revolucionaria y esposa de Károly Maderspach, fue decapitada en la plaza principal.

## Demografía
Según el censo realizado por el Instituto Nacional de Estadística rumano el 1 de diciembre de 2021, la población de Caransebeș asciende a 21 714 habitantes, frente al censo anterior de 2011, cuando se habían censado 24 689 habitantes.
La mayoría de los habitantes son rumanos (80,36 %) y se desconoce la etnia del 16,66 %. Desde el punto de vista religioso, la mayoría de los habitantes son ortodoxos (73,05 %), con minorías de bautistas (2,99 %), católicos romanos (2,92 %) y pentecostales (2,08 %), y un 17,44 % de afiliación religiosa desconocida.

## Clima
El clima en Caransebeș es algo templado. Las influencias climáticas submediterráneas están presentes hasta cierto punto. Las temperaturas no bajan demasiado en invierno (con un promedio de 0 a 15 °C), pero los veranos pueden ser calurosos (con un promedio de 30 a 40 °C). Las precipitaciones pueden ser muy abundantes durante todo el año.